# Cestrum reticulatum
Cestrum reticulatum är en potatisväxtart som beskrevs av Francey. Cestrum reticulatum ingår i släktet Cestrum och familjen potatisväxter. Inga underarter finns listade i Catalogue of Life.